# 緬甸地質

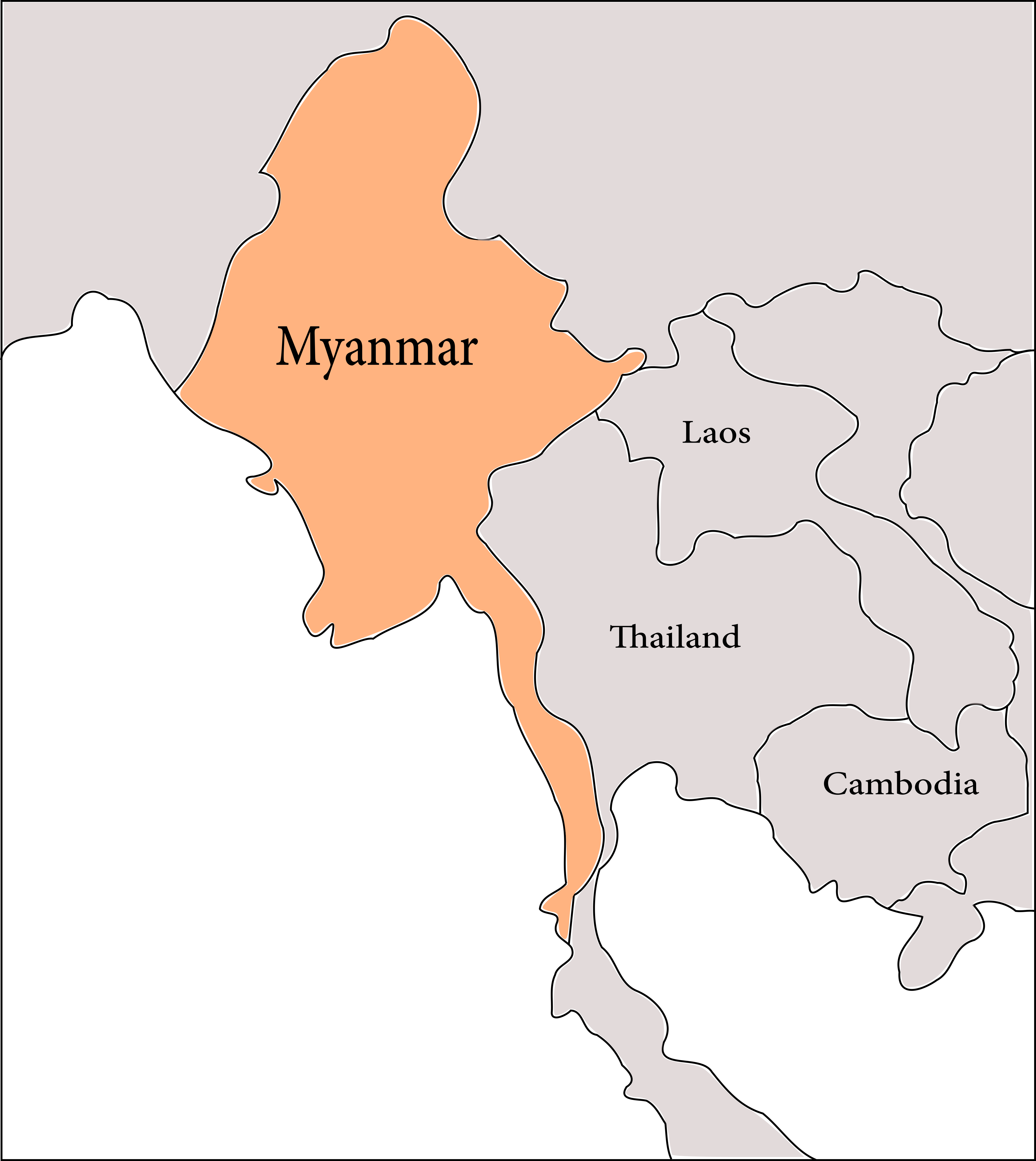
圖為緬甸在東南亞的位置。

緬甸地質隨著印度板塊向北滑動至東南亞，狀況受到不斷移動的構造成分控制，發生了劇烈的構造過程。  緬甸橫跨三個板塊（印度板塊、緬甸微板塊和掸泰地体），被北向斷層隔開。在西部，一個高度傾斜的俯衝帶將近海的印度板塊與緬甸微板塊分隔開來，緬甸大部分地區都位於緬甸微板塊之下。在緬甸中東部，一條右旋走滑斷層從南向北延伸超過1,000 km（620 mi）。這些構造帶是該地區發生大地震的原因。 始新世開始的印度-歐亞板塊碰撞提供了緬甸最後的地質碎片，因此與中生代和古生代的記錄相比，緬甸保存了更為廣泛的新生代地質記錄。緬甸的地理特徵分為三個區域：印緬山脈、緬甸中央帶和撣邦高原；  這些區域都呈現向西凸起的弧形。緬甸區域構造背景多樣，不僅形成了不同的區域特徵，也促進了石油盆地和多種礦產資源的形成。

## 區域地質

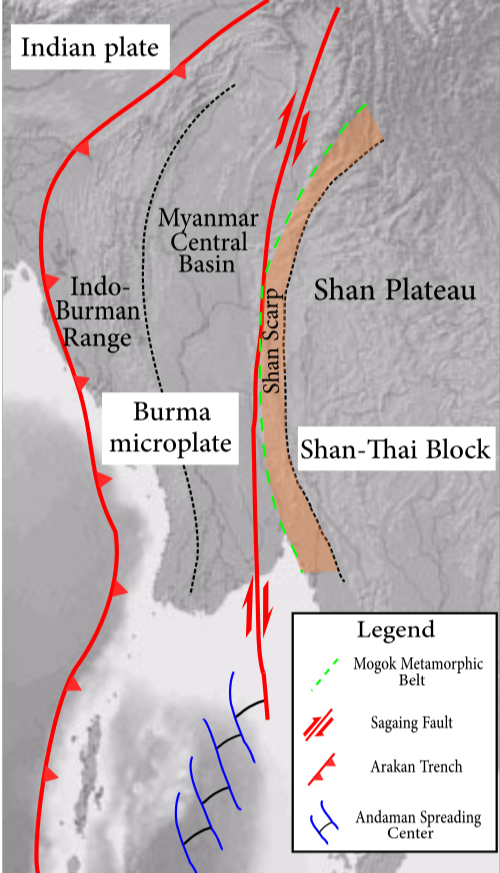
該圖顯示了緬甸區域特徵的簡化版本。從西到東的三個自然地理區為：印緬山脈、緬甸中央帶和撣邦高原。Mogok Metamorphic Belt（MMB）以虛線表示。改編自Bender (1983)。

緬甸分為三個自然地理區，每個區域都橫跨緬甸近北緯方向，從西到東依序為：印緬褶皺山脈、緬甸中央帶（MCB）和撣邦高原。 緬甸北部，東喜馬拉雅構造結界劃分了三個自然地理區域。

### 緬甸的弧形結構
緬甸具有複雜的弧形變形構造，可能是多種力量共同作用的結果。 除了西部的俯衝系統和緬甸中部的走滑斷層系統之外，另一個主要貢獻者可能是來自青藏高原的地殼流。 青藏高原位於緬甸北部，自始新世以來地殼顯著增厚。 增厚的青藏高原地殼中儲存的大量位能被釋放，導致東喜馬拉雅構造結周圍形成地殼流。 地殼流向西流向緬甸中部地區。此地殼流與俯衝系統中的增生楔一起，可能參與了印度-緬山脈晚新近紀的隆升。 

### 印度-緬甸山脈
印緬山脈位於緬甸印度板塊與緬甸微板塊的匯合邊界。兩個板塊之間的俯衝導致了增生楔的形成，以適應沿聚合邊界的EW縮短。後來，逆衝、褶皺和隆升形成了印度-緬甸山脈。 山脈帶由多座山脈組成：若開山脈、欽山、那加丘陵、馬尼奧爾山脈、魯沙山脈和帕凯山山脈。 印度-緬甸山脈在更北的地方與東喜馬拉雅山脈結匯合併，沉入安達曼海，並在更南的地方重新浮出水面，形成安達曼群島。
印緬山脈以中心（約北緯22°）為界，向西隆起，形成弧形結構。 這種弧形構造意味著對印緬邊界沿線匯聚運動的限制，因此碰撞強度沿著山脈而變化。 
碰撞最大的地方是北緯24°附近的印緬山脈中心，呈現寬闊的高山脈（寬達20公里），並向南部（北緯16°）演變為狹窄的低丘陵。 碰撞發生在印度-緬甸山脈北部（納迦域）的西北-東南方向。

### 緬甸中央地帶
緬甸中央帶長1000公里，由印緬山脈（西部）和實皆斷層帶（東部）之間的一系列新生代次盆地組成。 這些盆地通常被認為是印度-緬甸俯衝體系的弧前/弧後盆地組合體。 緬甸中央帶內的八個主要第三紀次構造盆地是Hukwang、Chindwin、Shwebo、Salin、Pyay Embayment、Irrawaddy Delta、Bago-Yoma和Sittaung Basin。 

## 岩相

### 印度-緬甸山脈

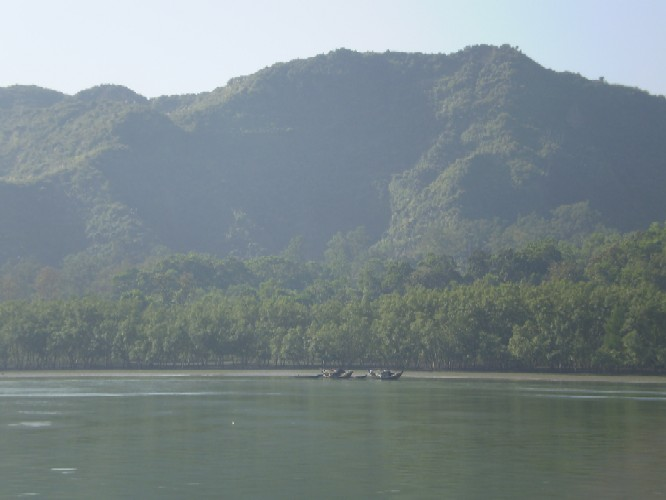
若開山脈位於孟都镇区。

印緬山脈是一條沉積帶，主要由新生代复理岩沉積物和中生代蛇綠岩套核組成，其可追溯到晚侏羅世，覆蓋在厚層的中生代層序上。所有上述不整合面都位於可追溯至前三疊紀的變質基底上。 
核心中生代蛇綠岩由蛇紋岩橄欖岩、枕狀玄武岩及紅色矽質岩等組成。蛇綠岩的仰衝被解釋為掸泰地体、緬甸微板塊和印度板塊之間幾個新特提斯洋的閉合。

## 構造環境

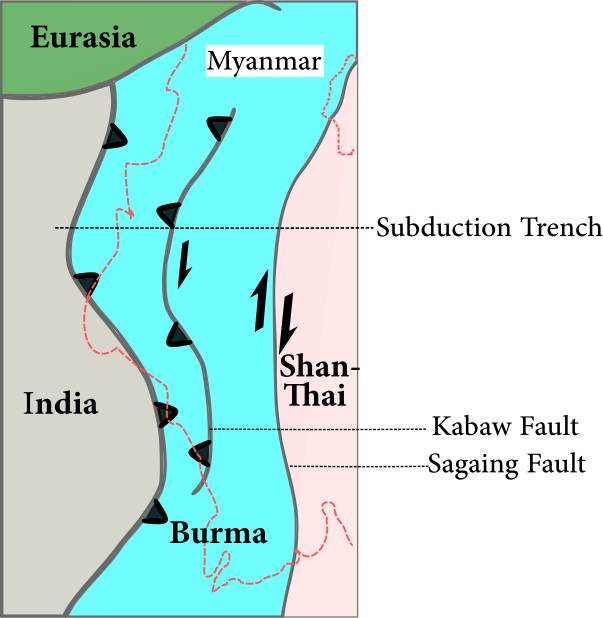
圖中顯示了緬甸周圍板塊的位置。緬甸以紅色虛線標出，其中走滑斷層是實皆斷層，逆衝斷層是卡巴斷層。經 Alam等人修改。 （2003年）

緬甸的地質構造背景包括西部邊界高度傾斜的聚合、緬甸中部的右旋（右側）走滑斷層（界定了緬甸-巽他邊界）以及南部安达曼海海嶺的擴張。